# 淡竹葉
淡竹葉（學名：Lophatherum gracile），別稱淡竹米、長竹葉、金竹葉、地竹、迷身草、粘身草、山雞米、山冬、金雞米、碎骨子、野麥冬、草子山麥冬、竹葉麥冬、竹葉門冬青等，為禾本科淡竹葉屬植物。本種模式種採自於印尼。本種染色體數為X=24。

## 分佈
淡竹葉分佈於新幾內亞、印度、斯里蘭卡、緬甸、馬來西亞、印尼、中國、臺灣及日本等地，中國國內分佈於浙江、福建、廣東、香港、廣西、河南、安徽、江蘇、江西、湖南、湖北、四川、貴州、雲南等省份。性喜陰涼氣候，耐貧瘠 ，多長於林地、林緣、山坡、道旁蔽陰處等地。亦有人工栽培，於春季選用成熟種子以直播法播種，或秋季隨採隨播。

## 形態

### 根莖
淡竹葉是一種多年生草本植物，具短縮而木質化的根狀莖，根狀莖堅硬。鬚根黃白色，稀疏，中部膨大呈紡錘形的塊狀根。稈直立，表面光滑，具5－6明顯的節，中空，少數叢生，高約40－100厘米。

### 葉
葉互生，廣披針形，先端漸尖或急尖，基部收窄成短柄狀或無柄。
葉脈平行，並具明顯的小橫脈，呈長方形的網絡狀，背部尤為明顯。無毛或兩面均披柔毛或小刺狀疣毛，長約5－22厘米，寬約1.5－4厘米；葉鞘包稈，微粗糙，邊緣平滑或外側邊緣略披纖毛。葉舌褐色，短小，質硬，背部披緣毛，長約0.5－1毫米。

### 花
花為圓錐花序，頂生，長約10－40厘米，長度為植株的三分之一至二分之一。分枝較少，開展或斜升，長約5－16厘米。小穗線狀披針形，柄極短，於花序分枝上排列稀疏，連短芒長約7－12毫米，寬約1.5－2.5毫米。中性花，最下一花為兩性花，脫節於穎之下。穎寬長圓形，先端鈍，邊緣較薄呈膜質，通常具5脈，不等長。第一穎長約3－4.5毫米，第二穎長約4－5毫米。第一小花的外稃，卵狀長圓形，具7脈，先端具長約1毫米之芒狀短尖頭，長約5－7毫米，寬約3毫米。內稃較短，狹窄，其後有長約3－4毫米的小穗軸－7。不育外稃，互相密集包卷並向上漸狹小，頂端具長約1－2毫米的短芒，中空，成束狀似羽冠。花藥長約2毫米；雄蕊2枚。果為穎果，深褐色，長橢圓形。

## 藥用

### 莖葉
淡竹葉的乾燥莖葉入藥，中藥名為淡竹葉，味甘、淡，性寒，無毒，歸心、胃、小腸經，為中醫臨床用藥，歸類為清熱藥、清熱瀉火藥，無實火、濕熱者慎服，身體虛寒者忌服。藥用之名始載於《名醫別錄》，但所記載的為禾本科竹亞科植物並非本種植物，本種植物為禾本科禾亞科植物，則始載於《本草綱目》。藥材主產於浙江、江蘇、江西、湖南、湖北、安徽、四川、河南、福建、廣東等地，當中以浙江產量最大、質量優，故稱為杭竹葉。具清熱除煩、清心火、通利小便等功效<，主治心煩、熱病口渴、水腫尿少、小便赤澀、黃疸尿赤、口糜舌瘡、牙齦腫痛、淋濁等治療上。現代藥理表明，淡竹葉具有利尿、解熱、抑菌等作用，臨床應用於白塞氏病、小兒口瘡、感冒、肺結核、病毒性心肌炎、尿路感染、衄血、急性感染引致的發燒等治療上。本種亦為廣東涼茶廿四味的成份之一。

### 根
淡竹葉的乾燥根莖及塊根入藥，味甘，性寒。中藥名為碎骨子，具清熱、利尿、墮胎、催生等功效，主治心煩、口渴、發熱、小便不利等。

### 藥材鑑定
本品乾燥的莖葉入藥，長約25－75厘米；於每年5－6月未開花時採收，切去鬚根後曬乾。莖呈圓柱形，表面淡黃綠色，有節，斷面中空。葉片披針形，表面黃綠色或淺綠色，多為皺縮捲曲。葉脈平行，並具明顯的小橫脈，呈長方形的網絡狀，背部尤為明顯長約5－20厘米，寬約1－3.5毫米。葉鞘開裂。體輕，質地柔韌；氣微，味淡。傳統經驗則認為以色青綠、葉多者為佳。本品種載錄於《中國藥典》2005年版，定為中藥淡竹葉的法定原植物來源種，主要透過性狀、組織特徵等鑒別資料，以控制藥材的質量。

## 典故
相傳東漢建安 (東漢)十九年時，曹操挾天子以令諸侯，劉備亦已取漢中，在諸葛亮的建議下，發兵討伐曹操。劉備派出張飛與馬超作先鋒將軍，兵分二路。張飛剛到巴西郡城邊，即與曹操所派的大將張郃相遇，張郃自知不敵張飛，便築寨拒戰，張飛急攻不下命士兵到陣前叫罵，但張郃依舊拒戰及於山寨上佈置擂木炮石，並喝起酒來。張飛見已對峙數天，氣得火冒三丈致口舌生瘡，士兵們亦因罵又陣多時致熱病煩躁不安。諸葛亮得知情況，命人送來五十瓮佳釀，實為瀉火除煩的湯藥淡竹葉湯，並囑咐張飛依計行事。張飛使出誘敵之計，吩咐眾將士席地而坐，打開酒瓮大碗地飲用，划拳行令，張飛更把瓮狂飲。張郃登高見此大怒，傳令夜襲張飛軍營，結果遭張飛埋伏，張郃大敗而回。

## 延伸阅读
[在维基数据编辑]
 《欽定古今圖書集成·博物彙編·草木典·淡竹葉部》，出自陈梦雷《古今圖書集成》
 《植物名實圖考·淡竹葉》，出自吳其濬《植物名實圖考》

## 外部連結
- 淡竹葉 Danzhuye （页面存档备份，存于） 藥用植物圖像數據庫 (香港浸會大學中醫藥學院) （中文）（英文）
- 淡竹葉 中藥材圖像數據庫  (香港浸會大學中醫藥學院) （中文）（英文）
- 淡竹葉 Dan Zhu Ye （页面存档备份，存于） 中藥標本數據庫 (香港浸會大學中醫藥學院) （繁體中文）（英文）
- （简体中文）中国数字植物标本馆中的相关内容：淡竹葉
- （简体中文）. 植物通.   [July 29, 2011].
- . 香港植物標本室.   [August 21, 2011].[永久]
- . 數位典藏與數位學習成果入口網.   [July 29, 2011].
- . 特有生物研究保育中心台灣野生植物資料庫.   [July 29, 2011].[]